# Heimersdorf
Heimersdorf is een gemeente in het Franse departement Haut-Rhin in de regio Grand Est en telt 627 inwoners (1999). De plaats maakt deel uit van het arrondissement Altkirch.

## Geschiedenis
De gemeente maakte deel uit van het kanton Hirsingue tot dit op 22 maart 2015 werd opgeheven en Heimersdorf werd opgenomen in het kanton Altkirch.

## Geografie
De oppervlakte van Heimersdorf bedraagt 7,6 km², de bevolkingsdichtheid is 82,5 inwoners per km².
De onderstaande kaart toont de ligging van Heimersdorf met de belangrijkste infrastructuur en aangrenzende gemeenten.

## Demografie
Onderstaande figuur toont het verloop van het inwonertal (bron: INSEE-tellingen).